# ポケモンショック
ポケモンショックとは、1997年（平成9年）12月16日火曜日にテレビ東京および系列局（TXN）で放送されたテレビアニメ『ポケットモンスター』（ポケモン）の一部視聴者が光過敏性発作等を起こし救急搬送された放送事故・事件である。また、事件の影響で本番組の放送がおよそ4カ月間休止という措置が取られた。
なお、ポケモンショックという名称は俗称であり、その他に「ポリゴンショック」「ポケモンパニック」「ポケモン（ポリゴン）事件」「ポケモン（ポリゴン）騒動」「ポケモン（ポリゴン）フラッシュ」とも呼ばれる。

## 発端及び原因

問題となった点滅を再現したGIF画像（減速済み）。

発端となったのは、1997年12月16日の18:30 - 19:00にテレビ東京系列で放送されたテレビアニメ『ポケットモンスター』第38話「でんのうせんしポリゴン」である。ビデオリサーチ社による当時の調査によると、本放送回の視聴率は関東地区で16.5%、関西地区で10.4%だった。
この回は、主人公・サトシたちがコンピュータによるポケモン転送システム内でロケット団が引き起こした事件を解決するため、CGポケモン「ポリゴン」を使って転送システムの内部に侵入するという内容だった。この回ではコンピュータの世界を表現するために、ワクチンソフトによる攻撃シーン、破損したデータを修復したシーンにパカパカを始めとするエレクトロニックフラッシュやフラッシュなどの激しい点滅が多用された。事件後にテレビ東京が配布した報告書「アニメ『ポケットモンスター』問題に関する記録」によれば、25箇所にわたって1秒間以上連続して使用しており、番組後半の部分に関してはこれらの演出が連続して使用されていたという。特にこの演出が顕著だったのは、ピカチュウの技である「10まんボルト」がワクチンソフトのミサイルを迎撃するシーンである。報告書では、各局の同時ネットにより、4歳から12歳にかけての345万人の視聴者が見ていたと推定され、18時51分34秒から4秒間で106回点滅したとされている。
本放送の終了後、放送を見ていた一部の視聴者が体調不良を訴え、病院に救急搬送された。病院に搬送された患者の多くは児童であった。自治省（現・総務省）消防庁の調べでは30都道府県の中の651人が病院に搬送され、そのうち130人以上が入院したとされている。患者の症状は主に発作様症状、眼・視覚系症状、不定愁訴、不快気分、失神、頭痛や吐き気等であり、原因とされているのは上記の激しい光の点滅を断続的に視聴したことにより引き起こされた光過敏性発作である。
重症になった患者のうち大阪市平野区の当時5歳だった女児は、当初は痙攣や意識混濁で人工呼吸器を付けるなど、1時間ほど命が危険な状況であった。また、病院に搬送されなかったものの、何らかの影響を受けた児童の総数は数千人に達すると推定されている。
一つのテレビ番組を見ていたことで700人近くが病院に搬送されたのは、世界のテレビ史上初の出来事であったとされる。

## 当時の報道
放送直後に本事件の第一報を伝えたのは同日21:59から1分間放送された『NHKニュース』（NHK総合テレビ）であった。その後、同日23:30から放送された『ニュースJAPAN』（フジテレビ系列）でも報じられていた。翌日以降は新聞やワイドショー（日本テレビ系列の『ザ・ワイド』、フジテレビ系列の『FNNニュース555 ザ・ヒューマン』他）等といったマスコミで大きく報道されることとなった。なお、いずれの番組でも実際に放送された当該放送分の映像が使われたが、問題になった点滅シーンは二次被害防止のため画面を停止した状態で使われた。
この事件がきっかけとなり、しばらくの間ゲームを含めポケットモンスター全体に対するバッシングが行われた。これについて、アニメ版の第1作から構成・脚本で関わっていた脚本家の首藤剛志は、その多くが騒動に便乗し、根拠に欠くようなものに感じた、と述べている。
しかし、本事件の影響でNHKで1997年（平成9年）3月29日に放送されたアニメ『YAT安心!宇宙旅行』第1期・第25話でも、同様の原因により気分を悪くしていた視聴者がいたことや、各放送局の調べにより、アニメや実写映像等も本事件と同様の危険性を持っていること、記者会見等の映像のカメラのフラッシュでも同症状が発生することが判明、そのためポケットモンスターなどに関するバッシングは次第に終息していった。

## 各所の対応

### テレビ東京および系列局の対応
本事件後、テレビ東京は再発防止の対策がとられるまで、特番を含め『ポケットモンスター』関連の放送を全て休止すること、及び『おはスタ』で『ポケットモンスター』関連の情報を調査結果が判明するまで扱わないことが発表された。また、事件翌日の1997年12月17日に放送された『少女革命ウテナ』にて、前日放送分の『ポケットモンスター』の録画視聴を控えるよう注意喚起するテロップが各局別で流された。その翌日の18日に放送された『おはスタ』では、番組の冒頭にメインMCだった山寺宏一が口頭で録画を視聴しないよう呼びかけた。
本事件の翌週以降、本放送枠は大半がアニメ『学級王ヤマザキ』に差し替えられる事態となった。その他にもテレビ東京ではポケモンの関連番組及び関連するコーナーの放送自粛、レンタルビデオ店からアニメを撤去するよう、遅れネットにて放送されるローカル局に当該放送分以外の回も含めて放送を自粛するように要請した。遅れネットでは翌日12月17日に岐阜放送で放送される回が最速となる予定だったが、こちらも差し替え番組が放送された（系列の岐阜新聞の番組表でも差し替えが間に合った）。一部のネット局は別のアニメの再放送・遅れネットやアニメ以外の遅れネット番組を編成した。
1998年4月11日13:00 - 13:55 には、本事件の経緯等を説明する検証番組『アニメ ポケットモンスター問題検証報告』が、テレビ東京系列6局で放送された。また、5日後の4月16日に再放送された。
放送中止となった年末年始特別番組は以下の通り。
- 『情報!ソースが決め手』（12月30日 17:00 - 17:30） - 関連特別番組として「お父さんのためのポケモン講座」と題して放送予定だったが、ポケモンについて扱っていたため内容を同番組の年間総集編に差し替え。
- 『64マリオスタジアム・スペシャル』（12月30日 18:00 - 19:00） - タイトルでは記されていないものの、番組内にポケモンのコーナーがあったため1998年1月18日に延期、代わりに『楽しいムーミン一家』（再放送）が放送された。
- 『大晦日だよポケットモンスターアンコール』（12月31日 9:00 - 9:54） -こちらも自粛に伴い『モジャ公』（再放送）、『NG騎士ラムネ&40』（再放送）に差し替え。
- ミニ番組枠『ポケモンクイズ』 - ミニ番組の枠で放送予定だったもののこちらも自粛に伴い休止。「お年玉付き新春オススメとくばん」に差し替え。
  - 1998年1月1日
    - 1回目・9:54 - 10:00
    - 2回目・13:24 - 13:30
    - 3回目・15:19 - 15:24

  - 1998年1月2日
    - 4回目・13:44 - 13:50
    - 5回目・15:34 - 15:40
    - 6回目・19:24 - 19:30

  - 1998年1月3日
    - 7回目・10:24 - 10:30
    - 8回目・12:54 - 13:00
    - 9回目・13:54 - 14:00
    - 10回目・15:56 - 16:00
- 『ポケットモンスター・冬のスペシャル』（1998年1月6日 18:30 - 19:30） - 前半は第28話から第39話までの総集編、後半は新作「イワークでビバーク」の特番となる予定だった。

テレビ東京は、日本国外のガイドラインのうち罰則も規定されているイギリスの独立テレビジョン協会のガイドラインを参考に、他局よりも一段と厳しいガイドラインを策定するため、1998年始め早々に調査団を派遣した他、アメリカにも同様の調査団を派遣した。この他に、局内調査はもちろん、外部調査チームの受け入れやアニメチェッカーの開発と導入を行うなど、事件の当事者として最大限の再発防止策をとった。

### その他の放送局
再発防止対策として12月18日にNHK（日本放送協会）が「アニメーション問題等検討プロジェクト」を立ち上げ、その際に前述した『YAT安心!宇宙旅行』にて放送後に同様の原因で4人の児童が体調不良を訴えていた事例があったことを明かし、「そのとき原因究明をしていれば、今回の事件は起こらなかったかも知れない」として陳謝した。
NHKおよび日本民間放送連盟（民放連）は1998年4月、「アニメーション等の映像手法に関するガイドライン」を策定。以下の手法をともなう映像表現について強い注意を払うことを各事業者に求めた。
1. 映像や光の点滅、特に「鮮やかな赤」の点滅
2. コントラストの強い画面の反転や急激な場面転換
3. 規則的なパターン模様の使用

本事件を受けて、NHKは1997年12月18日夜に『クローズアップ現代』で「TVアニメ・パニック～子供たちはなぜ倒れたのか～」と題した緊急特番を放送した。また、NHKは本事案を受け、「日本放送協会国内番組基準」第1章第11項「表現」の中に、「アニメーション等の映像手法による身体への影響に配慮する」という規定を追加、中央放送番組審議会での諮問・答申、NHK経営委員会の議決を経て、1998年5月26日より施行された。

### 政府
厚生省（当時）が「光感受性発作に関する臨床研究班」を発足させたほか、郵政省（当時）も「放送と視聴覚機能に関する検討会」を設置、NHKと日本民間放送連盟（民放連）も共同ガイドラインを策定することで合意した。
郵政省は放送法の目的等に違反したとして、1998年4月5日に放送行政局長名による厳重注意を実施。テレビ東京に対して、ガイドラインの策定など再発防止措置の充実に取り組むよう強く要請した。

## 放送再開
本事件後、アニメの放送再開を希望する声は多く、1998年1月30日までテレビ東京に寄せられた意見3,076件のうち、放送の再開を望む意見は全体の72%を占める2,223件だったという。3月30日にはNHKと民放連のガイドラインが発表される見込みが出てきたこともあり、早ければ4月16日に再開できることも発表。そして放送再開を前に検証番組が放送されることとなった。
4月8日、NHKと民放連は光の点滅などを規定したガイドラインを発表。4月11日午後1時00分から午後2時00分に検証番組「アニメポケットモンスター問題検証報告」がテレビ東京系6局で放送された。そしてポケモンは放送枠を火曜日から木曜日のゴールデンタイムに移動し、予定通り4月16日19時に放送再開された。この日は放送再開を記念し新たに書き下ろされた「ピカチュウのもり」と「イーブイ4きょうだい」の2本を1時間枠で連続放送。再開時のビデオリサーチ社による調査で視聴率は16.2%だったという。
なお、再開時には番組の冒頭にテレビ東京の矢玉みゆきアナウンサーが番組再開に関するコメントや本事件、放送再開に至る経緯、視聴する際の注意を説明した放送がなされた。その後、順次放送を再開したネット局にも別途収録した別バージョンが配布されたが、ネット局側でも独自に再開を知らせる趣旨のコメントとその局でのガイドラインの説明が挿入された。なお、ネット局の中には当該放送分より前のエピソードで打ち切られて休止となった局もあったが、その次のエピソードから38話までの放送話は全て未放送とした上で全ネット局が「ピカチュウのもり」と「イーブイ4きょうだい」（大半の局が2週に分割して放映、チューリップテレビのみ1時間枠で放送）から放送を再開した。

## 事件以降の第38話及びキャラクター「ポリゴン」の扱い
放送再開後、アニメではオープニングの一部、またピカチュウの10まんボルトの表現、光の強いシーンは光量が以前より抑えられるなどの修正が施された。また、本事件前の放送回も、後に発売されたビデオ・DVD版、再放送、海外での放送、オンデマンド配信の際には点滅箇所の修正が施されている。しかし、本事件が発生した第38話に限っては修正不能と判断され、ビデオ・DVD版・再放送枠およびCSにて放送を行っているキッズステーション及び海外にて放送を行っている放送リスト、配信リストからは完全にカットされ、いわゆる欠番扱いとなっている。現在の『ポケットモンスター』38話目は、前述の放送再開時に最初に放送された「ピカチュウのもり」（話数は第39話）に代替されている。
事件後に、ニャース役の犬山犬子と当時のポケモン制作スタッフとの対談が次世代ワールドホビーフェア'97にて行われ、ニッポン放送『犬山犬子のポケモンアワー』で放送された。その際「第38話『でんのうせんしポリゴン』の修正版の放送はあるのか?」「次回分予告で紹介され第39話として放送予定だった『ルージュラのクリスマス』は放送されるか?」というリスナーの質問に対し、スタッフは「あの回（第38話）は幻にしてほしい。なかった話としてほしい」「『ルージュラのクリスマス』の放送は必ずやるので安心してほしい」と回答した。その後『ルージュラのクリスマス』は、同時期に第40話として製作されていた『イワークでビバーク』との二本立ての番外編として放送され、短編映画『ピカチュウのなつやすみ』がビデオ発売された際に、2本立てとして再録された。
この事件により放送スケジュールにズレが生じ、当初放送予定だった季節・行事等に合わせた一部の回が、放送から外されて番外編扱いとされている。
本事件以降、この放送回にメインで登場したポケモンのポリゴン、その進化形であるポリゴン2とポリゴンZは、ゲーム「ポケットモンスター」には出続けているが、アニメ本編には2025年6月現在も登場していない。

## 他の作品に与えた影響

### 放送時の注意喚起のテロップ
本事件をきっかけに「テレビを見るときは部屋を明るくして離れて見てください」といったようにテロップや登場するキャラクター達による注意喚起が在京・在阪局や在名局（テレビ東京・フジテレビ・テレビ朝日・日本テレビ・ABCテレビ・読売テレビ・CBCテレビ）を中心にアニメ番組の冒頭部分で流されるようになった（地上波だけでなくANIMAX等でも流れる）。この表記は現時点でも多くのアニメ番組の冒頭で使用されている。ただし、このテロップ表示は放送局の任意によるもので、NHK（NHK教育→NHK Eテレ）、TBS・MBS制作のアニメ番組では原則として流れず、深夜アニメの場合は流れるケースと流れないケースがある。
後にローカル局でもテロップは導入されるようになり、局によっては放送局名を付け足す局もある（特にCS放送）。WOWOWの音楽番組の冒頭では、「この番組は、照明などによる光の変化の激しい部分があります。ご鑑賞に当たりましては部屋を明るくしてテレビから離れてご覧下さい」といったテロップを入れているほか、点滅が激しい箇所には減光処理を施している場合もある。
劇場版作品はテレビとは異なる映像基準で作成されていることもあり、公開される映画館では「ごくまれに光が原因で体に異常を感じる体質の人がいる」といった注意書きが掲示されている。また事件直後の1998年に公開された『劇場版ポケットモンスター ミュウツーの逆襲』のテレビCMでは、「激しい光の点滅を使用していない」旨の表示がされた。それ以降の劇場版ポケモン上映時には、映画館の窓口に「テレビ番組の映像基準とは異なる手法で製作いたしました。ごくまれに光が原因で体に異常を感じる体質の方がおられます。過去に光が原因で体に異常を感じた経験のある方は、ご覧になる前に医師にご相談ください。」とピカチュウプロジェクト（製作委員会）名義で注意書きがされている。
アニメ以外にドラマや映画等でも、ライトの点滅やフラッシュが大量にたかれてテレビを通すと画面が激しく点滅するような映像になったため、一部のテレビ局では該当の映像を流す前にアニメと同様に注意を促すテロップ「フラッシュが激しく点滅しています」などと言ったテロップや、司会者によるアナウンスを実施したケースがある。例としては
- 報道番組・ワイドショー番組などの取材や記者会見（特に生中継時）でスチルカメラのフラッシュが大量にたかれたシーン（録画放送の場合、放送局により減光処理をして放送されることがあり、その旨のテロップが表示されることもある）。
  - TBSテレビホームページの「教えてTBSニュース」では、注意を促すテロップについて「映像を見ている人が気分が悪くなったり病気の発作が生じたりするなど健康上の影響が出る可能性があるため、ニュースでは必ず表示している」としている[17]（なおTBSテレビではテレビアニメに注意を促すテロップは表示していない[注 8]）。
- ドラマの再放送や外国製ドラマで、ディスコやコンサート会場などで演出として光の点滅があるシーン。
- 格闘技の番組『Dynamite!! 〜勇気のチカラ2009〜』の冒頭。
- 映画「ハリー・ポッターシリーズ」のテレビ放送。
- 映画『バベル』の「東京」でのクラブの光の点滅があるシーン。
- 特撮テレビ番組『ウルトラマンティガ』の第51話が2009年にTBSチャンネルで再放送された際には、冒頭で本放送時の光の点滅の激しい場面の減光処理をしたことと、部屋を明るくして見るよう勧告するテロップを表示。
- 2009年10月に放送のアニメ『キディ・ガーランド』第17話『知らない名前』で、登場人物が電撃による拷問を受けるシーンで激しい光点滅描写があるため、KBS京都のみ該当場面で、「演出上、番組中に一部視覚に影響を及ぼすシーンがありますがご了承下さい」とのテロップが表示された。
- 2015年10月に放送のアニメ『終物語』第2話『おうぎフォーミュラ 其ノ貳』の後半で、演出として原色（有彩色）の背景が激しく点滅するシーンがあり、光過敏性発作の症状が現れたという人が複数出て、放送倫理・番組向上機構（BPO）にその旨を訴える人も出た[18]。
  - BS11で放送[注 9]された際、点滅の現れる数秒前のところで画面欄外のレターボックス（画面下部の黒帯）に「色の転換が激しい箇所が続く」と注意を促すテロップが表示された。

また、前述のとおり「映像や光の点滅は、原則として1秒間に3回を超える使用を避ける」などとするガイドラインが策定されたが、時折ガイドラインに違反する放送が行われたことが報じられることがある。
- 2004年2月、日本テレビ系のバラエティー番組『踊る!さんま御殿!!』にて、末尾部の「ひと言体験談」募集告知で、画面上に表示される『賞金5万3千円!!』のテロップの「5」の数字を強調する演出の際に、映像表現ガイドラインに抵触して放送したことが週刊誌サンデー毎日の指摘により判明[13]。
- 2006年1月19日23時にNHK衛星第2で放送された、「スーパーライブオレンジレンジ」（ORANGE RANGEのライブ）にて、映像表現ガイドラインに抵触する映像が56箇所（合計1分弱）あったが、制作スタッフ・技術スタッフ共にこれを認識しており「深夜放送では子供はあまり見ないだろう」と判断し、放送された[19]。
- 2006年3月22日にテレビ東京系で放送された『セサミストリート』と『ハロー!モーニング』にて、映像表現ガイドラインに抵触する映像があったことが視聴者からの指摘で判明。テレビ東京社長（当時）の菅谷定彦は同年3月30日の定例記者会見で、放送を視聴した7人が気分が悪くなったという連絡があったことを明らかにした[20]。
- 2006年4月に、東海テレビ[21]やCBCテレビ[22]、メ〜テレ[23]など在名局で放送された建設業のローカルCMにおいて、ガイドラインに違反する光の点滅が含まれていたことが判明。東海テレビの発表によると、直ちに放送を中止したとのこと。
- 2006年、BS・CSの放送事業者26社にて放送されたプライム（後のCJプライムショッピング）制作による通販番組『ショップジャパン』『TV買物王』『特選一番街』『THE RESPONSE TV』において、ガイドラインに抵触した映像手法を使用[13]。
- 2008年3月にNHK盛岡局（東北地方）で放送された地域情報番組『ワンダフル東北』[24]及び同年7月にNHK総合で放送されたドラマ『監査法人』[25]にて、いずれもカメラのフラッシュが大量にたかれるシーンでガイドラインに違反する点滅が使われていたことが放送後に判明。
- 2014年12月、CS放送・スペースシャワーTVと100%ヒッツ!スペースシャワーTVプラスが放送した番組の一部で、ガイドラインに違反する恐れのある映像手法が使われていたことが判明[26]。

アニメ監督・富野由悠季はこの事件について、「問題の箇所が青とピンクの補色だったことも原因だ」との意見を述べている。またこのことについてマスコミが触れなかったことや、どのテレビ番組にも「テレビは部屋を明るくして見よう」というテロップが流されるようになったことも、無神経だと批判している。さらに光効果はセルの枚数を減らすことができるので、「安易に使いすぎている作品が増えている」とも言及している。前述のシリーズ脚本家の首藤剛志もwebコラム上で、作品のさらなる成功をめざすあまりに演出の派手さと刺激ばかりを追い求め続けた制作側の姿勢が事件の一因となった、テレビアニメにおいてこれまでごく普通に使われてきた手法がつかえなくなってしまったとの声が他社などから上がった、と同様の指摘をしている。アニメ監督・高松信司は自身が担当した『こちら葛飾区亀有公園前派出所』において、「テロップが本編にあまりにも無配慮に流れるのが嫌だったため、アニメキャラクターによる勧告を制作した」と発言している。

### 点滅箇所の修正
赤・青などの原色を用いた背景の激しい切り替えや、強いストロボは1990年代以前からアニメ・ゲームの演出として多用されていた。そのため、本事件の発生以降、他のアニメ・ゲーム作品でもそういった点滅シーンが避けられるようになり、違うものに差し替えられるなどの対応が行われたり、アニメ作品のビデオ化・DVD化などの場合、パカパカ以外の点滅シーンが使用された。旧作のアニメでは爆発や相手にショックを与える場面などで点滅シーンが多用されていたものが、リメイク作では点滅を一切使用しないよう配慮されている。東映制作の特撮作品である『仮面ライダーBLACK』のDVD化の際にも、バンダイのテレビパワー玩具用に制作された点滅シーンで減光処理が施された。
ポケモンショック以前のアニメ作品の再放送や、映像ソフト化及びオンデマンド配信に当たって再編集が行われていることがあり、該当場面で突然画像が一時停止したりコマ送りになるなど不自然な編集も余儀なくされていた。また、アニマックスやキッズステーションなどのアニメ専門チャンネルでの再放送や、バラエティ番組でのアニメ作品の紹介では、再編集が行われていないケースがあり、パカパカの点滅シーンを使用するケースも多い。
ゲームソフトに関しては、点滅表現が使用されているものについては回収などの措置は取られていない。ただし、リメイク作品や過去の作品が配信される場合、点滅表現が単色画面に変更もしくはそれ自体が削除されるなどの対応が採られている。一例として、Wii、Wii U、ニンテンドー3DSのバーチャルコンソールで配信されたソフトの一部で点滅シーンの再現が差し換えられており、この中にはポケモンの制作を担当したゲームフリーク制作ソフトである『パルスマン』が含まれている。

## その後

### ゲーム業界の対応
ポケモンショック以前にも、スクウェア（現・スクウェア・エニックス）から1992年にスーパーファミコンで発売された『ファイナルファンタジーV』でも、児童が光感受性発作を起こすなど、同様の現象が発生し、スクウェア側は児童もしくは保護者に対するアンケートを行った。このため、ポケモンショック直後の1998年3月19日に発売され、SFC版をベタ移植したPlayStation版は、ポケモンショック当時は開発こそ完了したものの、幸いCD-ROMのプレスを行う前だったため、スクウェアから担当ソフトウェア開発企業のトーセへと行った指導により、問題となった点滅シーンが修正されている（ゲームアーカイブスも含む）。任天堂ハードのバーチャルコンソールでSFC版そのものを配信される際にも同様の措置がなされている。この際は、現在のような明確な基準が敷かれなかった。なお、スクウェア側は詳細を明らかにしていない。
以降の事例には『劇場版ポケットモンスター ミュウツーの逆襲』に登場するポケモン・ミュウツーやNINTENDO 64用ソフト『ポケモンスナップ』の主人公・トオルが登場するなど関連商品との連動が見られたが、この事件によって以降のエピソードの放送スケジュールが遅れたため、映画の公開やソフトの発売とはずれが生じた。
任天堂が展開しているゲームシリーズ『ポケットモンスター』への影響について、同社広報担当者はロイター通信の取材に対して、「テレビ番組とゲームは異なるため、今回の事件がクリスマス商戦における当社の事業に直ちに影響を及ぼすとは考えていない」と述べた。しかし、この事件を受けて、任天堂の株価は3.2%下落したほか、1998年1月21日に発売が予定されていたゲームボーイライトとゲームボーイカラーの発売延期などの影響が出た。

### 海外の対応
この事件は日本国外でも広く知られるところとなり、「最も多くの視聴者に発作を起こさせたテレビ番組（Most Photosensitive Epileptic Seizures Caused by a Television Show）」として、ギネス世界記録に認定された。
アメリカではいくつかのテレビアニメで取り上げられ、パロディやジョークの対象になった。『ザ・シンプソンズ』の日本未放映エピソード「Thirty Minutes Over Tokyo」では、日本にやってきた主人公一家がテレビアニメのロボットが目を点滅させるのを観た結果てんかんの発作を起こすシーンがあり、『サウスパーク』のチンポコモンでも登場人物の一人がポケモンを模したゲーム画面を見て発作を起こす描写がある。日本未公開のコメディアニメ『Drawn Together』では、ピカチュウのパロディとして登場する謎の生物が発作について言及している。
この事件を参考に、アメリカとロシアが同様のてんかん症状を引き起こさせる光線点滅兵器の開発に着手しているとの記事が、米誌U.S. News and World Report誌の話として1997年12月24日の朝日新聞に掲載された。アメリカ側は非殺傷兵器としての研究、ロシア側はパソコンのモニター画面にパカパカを表示させて、利用者を気絶させるコンピュータウイルスの開発ということだった。
2005年2月、ITU-R（国際電気通信連合無線通信部門）では、問題を受け、勧告「BT.1702: Guidance for the reduction of photosensitive epileptic seizures caused by television（テレビ映像による光感受性発作を抑えるための指針）」を策定した。

### その他
『サンケイスポーツ』によると、『第48回NHK紅白歌合戦』（1997年）においてポケモンのキャラクターをぬいぐるみ（着ぐるみ）としてゲスト出演させる背景演出が検討なされたが、ポケモンショックの影響により出演そのものが実現されなかった。その後、『第50回NHK紅白歌合戦』（1999年）で2年越しの初出演を果たす事になった。
テレビ東京（TXN）系列局のテレビせとうち（TSC）は事件の影響により、放送エリア（岡山県・香川県）外のケーブルテレビ局に対する区域外再送信（現・区域外再放送）の継続を拒否する事態となった。後に区域外再送信の同意をすべき旨の総務大臣裁定がされたが、日本海ケーブルネットワーク（NCN）の岩美町エリア（鳥取県）やひらたCATV（島根県）など、依然として再放送に同意していない。
現在では、バラエティ番組や報道番組などで、記者会見の中継映像が放映される際に、会場では無数のフラッシュが焚かれている際は、画面の隅（上部）に小さく『フラッシュの点滅にご注意ください』などといった光敏感性発作に配慮した注意喚起のテロップが表示されていることが多い。
2020年9月19日、海外のポケモン公式Twitter（Pokémon）において、2回ポリゴンに対するつぶやきが言及されたが、このうち一方のツイートは削除された。